# 奥田継夫
奥田 継夫（おくだ つぐお、1934年〈昭和9年〉10月28日 - ）は、日本の児童文学作家・評論家・翻訳家。

## 略歴・人物
大阪府出身。大阪府立住吉中学校（旧制）進学、同級生には眉村卓がいた。卒業後、同志社大学文学部国文科に進学。在学中に乙骨淑子、柴田道子、山下明生、掛川恭子らと同人誌「こだま」に参加、卒業後に創作活動に専念する。
1968年、自らの太平洋戦争中の集団疎開の体験をもとに書いた処女作『ボクちゃんの戦場』（理論社）にてデビューした。この作品は1985年大澤豊の監督、前田吟や藤田弓子ら出演で映画化された。
1988年『この心さわぐ冒険、愛』（ほるぷ出版）が第35回産経児童出版文化賞の「推薦」に選ばれた。
1993年『いやしんぼ』（理論社）がNHKによって「包丁いっぽん ～夢見てますか～」というタイトルでテレビドラマ化されている（主演・萩原聖人）。
そのほかの作品に『中学時代』『続いていた青い空』『夏時間』の戦後三部作をはじめ、『少年の時』『ピースボートの夏』などの多数の著書・エッセイ・翻訳がある。なお、主要著作は『奥田継夫ベストコレクション』（ポプラ社・全10巻）に収められている。

## 著書

### 創作
- 『ボクちゃんの戦場』（しらいみのる絵、理論社） 1969年
- 『中学時代 男女共学第1期生』（鈴木琢磨絵、講談社） 1973年、のち文庫
- 『日付のないLove Letters』（理論社） 1974年
- 『かげぼうしがきえるとき』（永田力絵、大日本図書） 1975年
- 『影ぼうしはどこへ行った?』（すばる書房盛光社） 1975年
- 『魔法おしえます』（米倉斉加年絵 偕成社） 1975年
- 『泳ぐ夏休み』（東君平絵、アリス館牧新社） 1976年
- 『夏時間』（山口幸平絵、偕成社） 1976年
- 『続いていた青い空』（司修絵、PHP研究所） 1976年
- 『とりだす魚』（長新太, 司修, 吉田たろう絵、PHP研究所） 1977年
- 『星にいったパイプじいさん』（井上洋介絵、ポプラ社） 1978年
- 『あまがささかさま』（粟津謙太郎絵、編集工房ノア、手のひら文庫） 1979年
- 『海の時間のまま』（国井節絵、ポプラ社） 1979年
- 『はだかんぼうがふたり おとなっていいなあこどもっていいなあ』（関屋敏隆絵、サンリード） 1979
- 『おかえりなさいおとうさん』（小野千世絵、PHP研究所） 1980年
- 『さかな石ゆうれいばなし 楽語』（関屋敏隆画、岩崎書店） 1980年
- 『さくらさん、おばあさんになる』（米倉斉加年絵、冬樹社） 1980年
- 『少年の時』（山口幸平画、小学館） 1981年
- 『そんなことって、ある?』（西村繁男絵 、ンリード） 1981年
- 『ぼうしのなかの女の子ぼうしのなかの男の子』（鴨居羊子絵、旺文社） 1981年
- 『赤いかささーしてた女の子』（遠藤てるよ絵、あかね書房） 1982年
- 『いじっぱりっ子なみだっ子』（奈良坂智子絵、ポプラ社） 1982年
- 『いやしんぼ』（田島征三絵、理論社） 1982
- 『イルカのおよぐ日』（かみやしん絵、国土社） 1982年
- 『おじいちゃんとあくしゅ』（かみやしん絵、あかね書房） 1982年
- 『かがみよかがみ…』（長新太絵、サンリード） 1982年
- 『三角の部屋』（太田大八絵、ほるぷ出版） 1982年
- 『清水一郎のふしぎな話』（片山健絵、佑学社） 1982年
- 『手品でございます』（藤田龍児ほか絵、学校図書） 1982年
- 『はいたつされたふしぎなじゅもん』（かすや昌宏絵、大日本図書） 1982年
- 『おばあちゃんのスイート・ポテト』（小沢良吉絵、金の星社） 1983年
- 『お母ちゃんお母ちゃーんむかえにきて 集団疎開の絵本』（梶山俊夫絵、小峰書店、日本のえほん） 1985年
- 『クリスマス急行』（小沢摩純絵、ほるぷ出版） 1986年
- 『あさ子ちゃん、さようなら あさ子ちゃん、こんにちは』（梅田俊作絵、岩崎書店） 1987
- 『おかあちゃんきてください』（関屋敏隆絵、くもん出版） 1987年
- 『くつくつさいた花さいた』（奈良坂智子絵、教育画劇、スピカの幼年どうわ） 1987年
- 『この心さわぐ冒険、愛』（ほるぷ出版） 1987年
- 『魔女シャーホ』（小沢摩純絵、佼成出版社） 1987年
- 『サンドイッチは夢のとき』（浜田洋子絵、くもん出版） 1989年
- 『はらぺこホットケーキ・ソング』（宮崎博和絵、国土社） 1989年
- 『ゆめがとびだしたケーキ』（小沢摩純絵、佼成出版社） 1989年
- 『ヒツジくんのカレー』（佐々木麻こ絵、岩崎書店） 1992年
- 『先生志願』（岩崎書店、ヤング・アダルト文庫） 1993年
- 『いのちをうばった神さま』（宮崎博和絵、大日本図書、こわい話ふしぎな話） 1994年
- 『おじいさんの奇妙な旅』（磯田和一絵、大日本図書、こわい話ふしぎな話） 1994年
- 『鬼の子太郎』（太田大輔絵、大日本図書、こわい話ふしぎな話） 1994年
- 『きえていく時間』（味戸ケイコ絵、大日本図書、こわい話ふしぎな話） 1994年
- 『島太郎へんしん』（太田大八絵、大日本図書、こわい話ふしぎな話） 1994年
- 『死んだスーパーマン』（久住卓也絵、大日本図書、こわい話ふしぎな話） 1994年
- 『つりギツネをつった男』（二俣英五郎絵、大日本図書、こわい話ふしぎな話） 1994年
- 『扉をあけるとふしぎな世界』（浜田洋子絵、大日本図書、こわい話ふしぎな話） 1994年
- 『ねずみとかめのふしぎな時間』（佐々木麻こ絵、大日本図書、こわい話ふしぎな話） 1994年
- 『墓場のあかちゃん』（関屋敏隆絵、大日本図書、こわい話ふしぎな話） 1994年
- 「奥田継夫ベストコレクション」（ポプラ社） 2001年 - 2002年
『影ぼうしはどこへ行った? 』
『夏時間』
『中学時代』
『ボクちゃんの戦場』
『いやしんぼ』
『海の時間のまま』
『この心さわぐ冒険、愛』
『こわい話・ふしぎな話』
『少年の時』
『先生志願』
- 『お正月さん』（太田大八絵、ポプラ社、絵本の時間） 2003年
- 『お父さんのeメール』（ポプラ社） 2004年
- 『スマトラ愛ストーリー』（ポプラ社） 2005年
- 『どこでねるの』（岩村和朗絵、チャイルド本社、はじめましてのえほん） 2007年

### 評論・エッセイ
- 『絵本部屋にて』（編集工房ノア） 1978年
- 『子どもが大人になるとき』（晶文社） 1981年
- 『ティータイムには童話をどうぞ』（国土社） 1982年
- 『子どもの色、空の色』（人文書院） 1983年
- 『君たちは性をどう考えるか』（筑摩書房、ちくま少年図書館） 1984年
- 『かきく毛考さしす世相』（北宋社） 1986年
- 『酒の肴があれば、呑むことにしよう』（編集工房ノア） 1986年
- 『ピースボートの夏 ぼくの東南アジア航海記』（ほるぷ出版） 1988年
- 『映画に出演した少年たち 「ぼくちゃんの戦場」の戦場』（ほるぷ出版） 1990年
- 『少年の性』（大月書店） 1990年
- 『世界にも学童疎開があった』（日本機関紙出版センター (発売)） 1990年
- 『どこかで鬼の話 鬼の本をよみとく』（人文書院） 1990年
- 『親にも読ませたい子どもの本ガイド』（大月書店、国民文庫） 1991年
- 『世界映画ライブラリー』全2冊（大月書店、国民文庫） 1991年 - 1992年
- 『食べて歩いてやっと旅人らしく』（三一書房） 1998年、のち改題『五〇歳からの自由旅行』（新潮OH!文庫）
- 「シリーズ映画で考える」全3巻（ポプラ社） 2001年
  1. 『映画で考える学校・家族』
  2. 『映画で考える青春・恋・性』
  3. 『映画で考える戦争』
- 『浪花のいやしんぼ語源自典』（東方出版） 2001年
- 『大人も読みたい子どもの絵本』（大月書店） 2006年
- 『語源で探るユダヤ・キリストの逆コード』（彩流社） 2006年
- 『魅せられてインド陰陽紀行』（彩流社） 2009年
- 『徐福紀行 魅せられて中国、食彩と歴史空間』（彩流社） 2012年

## 翻訳
- 『いえのなかを外へつれだしたおじいさん』（アーノルド・ローベル、アリス館牧新社） 1976年
- 『魔女たちのあさ』（エドリアン・アダムズ、アリス館牧新社） 1977年
- 『マリアンの海』（フランス・ファン・アンローイ文、ヤープ・トウル絵、アリス館牧新社） 1978年
- 『ちいさいちいさいぞうのゆめ･･･です』（ルース・ボーンスタイン、ほるぷ出版） 1979年
- 『ペーターの赤ちゃん』（グン・ヤコブソン、ケイコ・コックム共訳、国井節絵、ポプラ社、文学の館） 1980年
- 『ペーターと女友達』（グン・ヤコブソン、ケイコ・コックム共訳、国井節絵、ポプラ社） 1981年
- 『ちいさないぬのゆめ･･･でした』（ルース・ボーンスタイン、ほるぷ出版） 1981年
- 『三びきのかなしいトロル』（マリー・ブランド、木村由利子共訳、岩崎書店） 1981年
- 『魔女たちのパーティ』（ロンゾ・アンダーソン作、エイドリアン・アダムズ絵、佑学社、アメリカ創作絵本シリーズ） 1981
- 『ママたちとパパたちと』（グンネル・リンデ、木村由利子共訳、冨山房） 1981年
- 『リトル・セックス』（ハンス・ハンセン、木村由利子共訳、晶文社、ダウンタウン・ブックス） 1981年
- 『結婚ごっこ』（ニルス・ベルイクヴィスト、木村由利子共訳、晶文社、ダウンタウン・ブックス） 1982年
- 『おねぼうニコライ』（マリー・ブランド、木村由利子共訳、岩崎書店） 1982年
- 『ひみつの白い石』（グンネル・リンデ、木村由利子共訳、冨山房） 1982年
- 『白くまマリヌス』（フランス・ベアリナー作、フルール・ブロフォス・アスムセン絵、木村由利子共訳、大日本図書） 1982年
- 『荒野に生きる詩』（ニルス・イェンセン、木村由利子共訳、鈴木康司画、篠崎書林） 1983年
- 『誕生日の青い自転車』（アンニカ・ホルム作、トーモズ・キッデ絵、木村由利子共訳、大日本図書） 1984年
- 『トンチンカンばあさん』（レンナルト・ヘルシング再話、イブ・スパング・オルセン絵、ほるぷ出版） 1984年
- 『マリアンの海』（フランス・ファン・アンローイ文、ヤープ・トウル絵、アリス館） 1986年
- 『ウォー・ボーイ 少年は最前線の村で大きくなった。』（マイケル・フォアマン、ほるぷ出版） 1992年

### スベン・オットー
- 『おじいちゃんにあいに』（ハンス・ピーターソン文、スベン・オットー絵、木村由利子共訳、アリス館牧新社） 1976年
- 『かぼちゃひこうせんぷっくらこ』（レンナート・ヘルシング文、スベン・オット絵、木村由利子共訳、アリス館牧新社） 1976年
- 『タクシーのすきな犬』（スベン・オットー、木村由利子共訳、評論社） 1979年
- 『ティムとトリーネ』（スベン・オットー、木村由利子共訳、評論社） 1979年
- 『マスとミラリク グリーンランドの絵本』（スベン・オットー、木村由利子共訳、評論社） 1979年
- 『クリスマスの絵本』（スベン・オットー、木村由利子共訳、評論社） 1980年

### リチャード・スキャリー
- 『スキャリーおじさんのにぎやかなビジータウン』（R・スキャリー、BL出版） 1999年

#### スキャリーおじさんのだいすきシリーズ
（ブックローン出版） 1989年
- 1. 『スニッフはたんていだいすき』
  2. 『スモーキーはしょうぼうだいすき』
  3. 『ドクターふうふはびょういんだいすき』
  4. 『ハリーとラリーはりょうしがだいすき』
  5. 『パトリックふうふはおひゃくしょうだいすき』
  6. 『フランシスはしゅうぜんだいすき』

#### 「せかいいち」シリーズ
（ブックローン出版） 1996年
- 1. 『せかいいちいそがしいぶたのしょうぼうし』
  2. 『せかいいちおいしいバナナ・スープ』
  3. 『せかいいちさわがしいかばのヒルダさん』
  4. 『せかいいちどじなぶたのフランブルさん』
  5. 『せかいいちはらぺこな3にんぐみ』
  6. 『せかいいちゆかいなとうさんねこのたんじょうび』